# Punch al rum
Punch al rum (Rum Punch) è un romanzo noir del 1992 dello scrittore statunitense Elmore Leonard. Dall'opera è stato tratto il film Jackie Brown del 1997, per la regia di Quentin Tarantino.
Il libro è stato pubblicato in Italia per la prima volta nel 1998 come Jackie Brown, traendo il titolo dall'omonimo film e successivamente ripubblicato nel 2014 con il titolo letteralmente tradotto dall'originale.

## Trama
(Elmore Leonard, Punch al rum)
Max Cherry, ex poliziotto e titolare di un'agenzia che eroga prestiti per cauzione, riceve la visita di Ordell, noto criminale; l'uomo chiede a Max di anticipare il denaro a garanzia della libertà vigilata di un suo complice, un certo Beaumont. Una volta libero, Beaumont viene ucciso da Ordell che si libera così di un pericoloso testimone. Nel frattempo Jackie Burke, assistente di volo per una piccola compagnia aerea viene fermata all'aeroporto da due poliziotti, Faron Tyler e Ray Nicolet, con l'accusa di importazione illegale di denaro. Durante la perquisizione nella borsa della bella donna viene trovata una busta contenente cinquantamila dollari e della droga, quest'ultima inserita nel bagaglio dell'hostess a sua insaputa. Jackie da tempo aveva accettato di fare da corriere per contrabbandare il denaro di Ordell, confidando nel fatto che il suo lavoro come hostess l'avrebbe favorita durante i controlli di frontiera.
Il vero scopo della polizia è di fare pressione su Jackie affinché collabori per ottenere prove contro Ordell, proprietario del denaro contrabbandato, frutto di loschi traffici. Jackie accetta di aiutare la polizia ottenendo la promessa di archivazione dei reati, ma nel frattempo viene fatta liberare su cauzione da Ordell che ha intenzione, anche in questo caso, di uccidere la donna sospettandone il tradimento. Max Cherry è stato di nuovo incaricato da Ordell di anticipare la cauzione ma, intuendo il pericolo che Jackie sta correndo, la mette in guardia. La frequentazione tra i due sfocia in un rapporto sentimentale che vede Max sempre più coinvolto, pur pieno di dubbi circa i veri sentimenti che Jackie nutre nei suoi confronti. Nel frattempo Ordell organizza uno sconclusionato piano per derubare un appartenente all'associazione neo-nazista supremazia bianca, Big Guy, delle molte armi collezionate per poi rivenderle. Nell'operazione Ordell si è fatto accompagnare da un fidato ex compagno di prigione, Louis, con l'intenzione di farne il suo braccio destro. In quest'occasione, però, Louis non si rivela all'altezza delle aspettative, finendo quasi ucciso da Big Guy; nonostante tutto il piano fortunosamente riesce, grazie all'intervento di una delle compagne di Ordell, Melanie, che uccide Big Guy e consente ai complici di eliminare i compagni del razzista e di impossessarsi della nutrita collezione di armi da fuoco.
Ordell si reca a casa di Jackie con il proposito di ucciderla ma trova la donna armata che rende inoffensivo l'uomo e gli propone un patto: avrebbe aiutato Ordell a contrabbandare negli Stati Uniti l'intera cifra custodita in una banca alle Bahamas, circa cinquecentomila dollari, in cambio di una percentuale sul denaro e di un indennizzo in caso di arresto. Ordell, abituato a dare nomi in codice a ogni piano, battezza il progetto "Rum Punch" (punch al Rum). Jackie informa subito la polizia del piano in atto ma lascia intendere loro che la somma da contrabbandare sia molto inferiore, intenzionata a far arrestare Ordell subito dopo la consegna, a lasciare sequestrare alla polizia poche migliaia di dollari e di trovare il modo di appropriarsi della differenza. Ray Nicolet e Faron Tyler, quest'ultimo in ospedale ferito da uno dei complici di Ordell, nel frattempo ricercato per l'omicidio di Big Guy e dei suoi accoliti, non hanno più bisogno di incastrare il criminale per il traffico illegale di denaro, ma vogliono comunque che Jackie importi il denaro per aver modo di arrestare Ordell durante la consegna. Jackie mette a punto un complicato piano che prevede l'aiuto di Max, quattro successivi scambi di denaro, due differenti pacchi di denaro, uno contenente cinquantamila dollari, da consegnare a Ordell e quindi alla polizia nel concomitante arresto e l'altro con la somma rimanente (cinquecentomila dollari), che Max avrebbe provveduto a far sparire nonostante i molti pedinamenti da parte degli uomini di Ordell e della polizia cui Jackie sarebbe stata sottoposta durante le transazioni.
Il piano riesce ma durante la consegna Melanie viene uccisa per futili motivi da Louis, sempre più impulsivo e incontrollabile, e quindi eliminato da Ordell che si rende conto dell'inutilità e pericolosità dell'amico per i suoi piani. Ordell si trova, alla fine dei vari passaggi, con soli cinquantamila dollari in mano e intuisce immediatamente che Jackie e Max sono gli artefici della truffa ai suoi danni. L'uomo si reca da Jackie per riavere indietro l'intera somma ma viene ucciso durante un conflitto a fuoco con la polizia. Max e Jackie possono tenersi quasi mezzo milione di dollari e iniziare una nuova vita insieme.

## Personaggi
Max CherryCinquantasettenne, ex poliziotto, titolare di un'agenzia di prestiti per cauzioni. Insoddisfatto e stanco del lavoro, non si decide a cambiare attività; la sua irrisolutezza si manifesta anche nel rapporto con la moglie con la quale è separato ma dalla quale non ha ancora voluto divorziare, trascinando così stancamente un rapporto conflittuale.
Jackie BurkeAssistente di volo, quarantaquattro anni, bionda e molto bella. Viene ingaggiata da Ordell per introdurre negli Stati Uniti il denaro da lui custodito alle Bahamas.
Ordell RobbieCriminale afroamericano, ex compagno di prigione di Louis Gara, si occupa proficuamente di furto e contrabbando di armi. Appare per la prima volta nel libro di Elmore Leonard Scambio a sorpresa (The Switch). Detto Whitebread per via della pelle chiara.
Louis GaraEx compagno di prigione di Ordell, viene contattato dall'amico che cerca un compagno per portare a segno un grosso furto di armi a danno di un neo-nazista di nome Big Guy. Si rivelerà inetto e inaffidabile e quindi eliminato dal complice. Anche lui, come Ordell, è il protagonista del precedente romanzo Scambio a sorpresa (The Switch).
Faron TylerAgente speciale della polizia delle Florida, sposato.
Ray NicoletAgente del Bureau of Alcohol, Tobacco, Firearms and Explosives, molto amico di Faron Tyler. Divorziato.
MelanieTrentaquattro anni, reduce da precedenti avventure nel romanzo Scambio a sorpresa (The Switch), vive con Ordell ma progetta di eliminarlo per sottrargli il denaro accumulato. Tenta di convincere Louis ad aiutarla nell'intento ma viene uccisa da questi, infastidito dalla sua petulanza. È lei a uccidere Big Guy, dopo che sia Ordell che Louis avevano miseramente fallito.
Big GuyIl suo vero nome è Gerald, membro dell'organizzazione neo-nazista supremazia bianca. Viene avvicinato da Ordell con l'intento di derubarlo della sua nutrita collezione di armi da fuoco per rivenderle ai narcotrafficanti. Viene ucciso da Melanie durante la rapina.
Cedric WalkerProprietario di una barca di ventidue metri alle Bahamas, complice di Ordell nel contrabbando di armi e di denaro. Figura ricorrente in molti romanzi di Elmore Leonard.
Winston Willie PowelCacciatore di taglie, amico e collega di Max Cherry, ex pugile professionista.
ReneeLa moglie separata di Max Cherry. Titolare di una galleria d'arte con velleità artistiche.
SherondaUna delle tre donne tra le quali si divide Ordell.
Simone HarrisonUna delle donne di Ordell, sessantatré anni, afroamericana, con la passione per la musica Motown.
Beaumont LivingstonComplice di Ordell di origini giamaicane, arrestato per possesso illegale di arma da fuoco, viene rilasciato su cauzione in attesa di processo. Viene ucciso dallo stesso Ordell, preoccupato di una sua possibile spiata alla polizia in merito al commercio illegale di armi.
Ramona WilliamsTossicodipendente a casa della quale Ordell, ricercato dalla polizia, si nasconde.

## Trasposizione cinematografica
Dal romanzo nel 1997 è stato tratto il film Jackie Brown diretto da Quentin Tarantino; il regista aveva mostrato interesse all'acquisto dei diritti cinematografici del libro di Leonard già nel 1992, mentre stava girando il film Le iene (film); tuttavia il progetto di tradurre il romanzo in una pellicola fu rimandato di alcuni anni. Quentin Tarantino ha apportato, nella stesura della sceneggiatura, alcune modifiche alla storia narrata da Elmore Leonard: l'ambientazione è spostata da Palm Beach a Los Angeles e, in particolare, la coprotagonista del romanzo, la bionda Jackie Burke, nel film diventa la nera afroamericana Jackie Brown.
Nonostante le licenze artistiche apportate, Tarantino, grande e rispettoso fan di Leonard, ha voluto ricreare nel film lo stesso asciutto senso dell'umorismo del libro, pur evitando di trascendere nel comico.
Il film è stato da alcuni criticato per i dialoghi non politicamente corretti, tra cui il regista Spike Lee, che ha stigmatizzato l'eccessivo uso dell'offensiva parola "nigger"; Elmore Leonard ha replicato alle accuse affermando che sia nel film quanto nel libro la rappresentazione dei personaggi ne doveva rispecchiare lo spirito e che durante la scrittura si deve sempre cercare di assecondare, anche nei dialoghi, il comportamento dei protagonisti.

## Edizioni
- (EN) Elmore Leonard, Rum Punch, 1ª ed., Delacorte Pres, 1992,  p. 297, ISBN 978-0-385-30143-5.
- Elmore Leonard, Jackie Brown, traduzione di Pietro Formenton, Narrativa, Net, 1998,  p. 287, ISBN 978-88-515-2133-2.
- Elmore Leonard, Punch al rum, traduzione di Stefano Massaron, Stile libero Big, Einaudi, 2014,  p. 328, ISBN 978-88-06-21231-5.